# WD Raptor
 (octobre 2023).
Si vous disposez d'ouvrages ou d'articles de référence ou si vous connaissez des sites web de qualité traitant du thème abordé ici, merci de compléter l'article en donnant les références utiles à sa vérifiabilité et en les liant à la section « Notes et références ».
Pour les articles homonymes, voir Raptor.

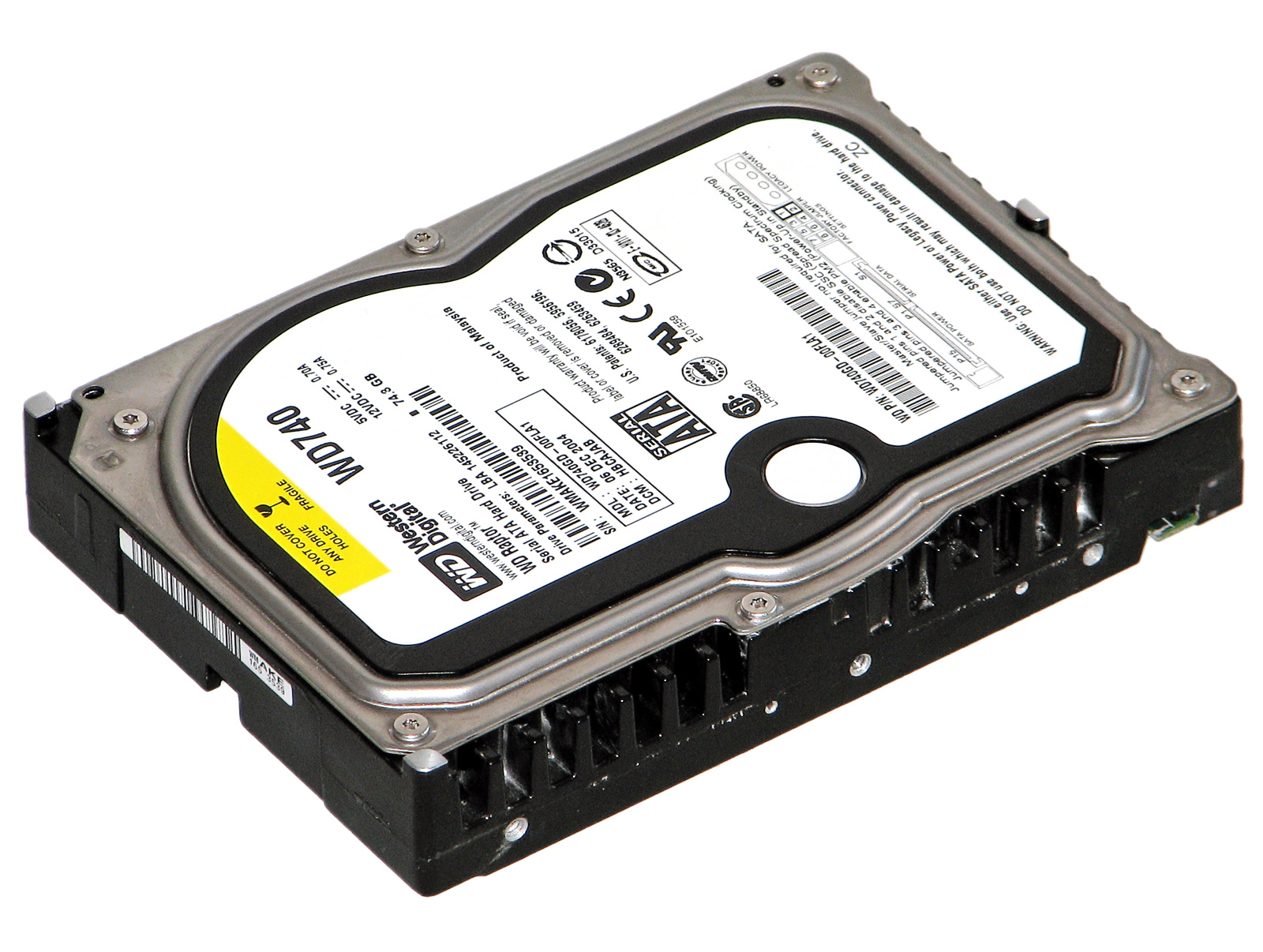
Western Digital WD740

Raptor est le premier disque dur créé par le fabricant Western Digital, qui combine à la fois la vitesse d'un disque dur SCSI et d'une interface SATA.
Ce disque dur 3,5 pouces fut lancé en février 2003, il pouvait stocker 36,7 Go sur son unique plateau tournant à 10 000 tours par minute, au lieu de 5400 à 7200 tr/min pour les disques durs SATA actuels.
Il fut aussi doté de 8 Mo de mémoire cache, contre seulement 2 Mo pour les modèles de l'époque.
Sa capacité fut doublée 10 mois plus tard par l'ajout d'un second plateau.

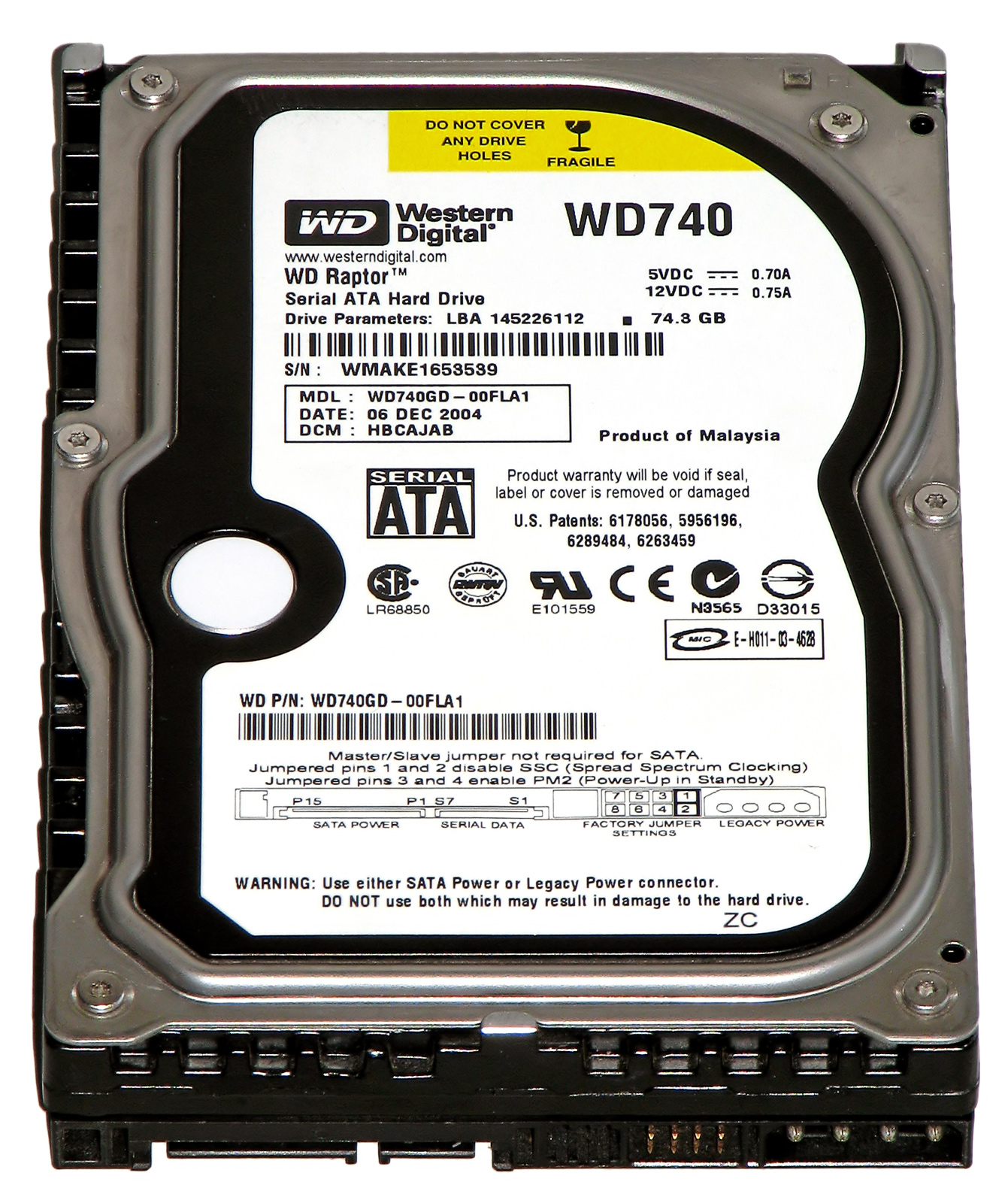
Western Digital WD740

Une troisième génération de Raptor est sortie fin 2005, portant la bande passante à 300 Mo/s, le double de la génération précédente. Il doubla également la mémoire cache, qui passe à 16 Mo. Il apporta aussi le NCQ (Native Command Queuing), évolution du TCQ (Tagged Command Queuing). Ce disque dur était disponible en 3 capacités, 36, 74, et 150 Go. La version 150 Go, dénommée "X", possède un hublot qui permettait de voir l'intérieur du disque.
Cette version est toutefois plus chère et moins fiable que la version de base (MTBF de 600 000 h contre 1 200 000 h).
En 2008, le Raptor fut entièrement revisité, pour passer sur une série en 2,5 pouces, pouvant stocker de 74 Go à 1 To pour les plus récents : le Western Digital VelociRaptor.